# Coppa dei Campioni 1991-1992 (hockey su pista)
La Coppa dei Campioni 1991-1992 è stata la 27ª edizione della massima competizione europea di hockey su pista riservata alle squadre di club. Il torneo ha avuto inizio il 21 febbraio e si è concluso il 23 maggio 1992.
Il titolo è stato conquistato dal Liceo La Coruña per la terza volta nella sua storia.

## Squadre partecipanti
| Nazione        | Club            | Città      | Qualificazione                                                          |
| -------------- | --------------- | ---------- | ----------------------------------------------------------------------- |
| Belgio         | Kurink          | Hasselt    |                                                                         |
| Francia        | SCRA Saint-Omer | Saint-Omer | 1º in Nationale 1 1990-1991, campione di Francia                        |
| Germania Ovest | Walsum          | Duisburg   | 1º in 1 Bundesliga 1991, campione di Germania Ovest                     |
| Italia         | Seregno         | Seregno    | 2º in Serie A1 1990-1991, vince i play-off, campione d'Italia           |
| Portogallo     | Barcelos        | Barcelos   | Campione d'Europa in carica e 2º in 1ª Divisão 1990-1991                |
| Portogallo     | Porto           | Porto      | 1º in 1ª Divisão 1990-1991, campione del Portogallo                     |
| Spagna         | Liceo La Coruña | La Coruña  | 1º in División de Honor 1990-1991, vince i play-off, campione di Spagna |
| Svizzera       | Thunerstern     | Thun       | 1º in Lega Nazionale A 1991, campione di Svizzera                       |

## Risultati

### Quarti di finale
| Squadra 1       | Totale  | Squadra 2       | Andata | Ritorno |
| --------------- | ------- | --------------- | ------ | ------- |
| Kurink          | 10 - 19 | Barcelos        | 5 - 7  | 5 - 12  |
| SCRA Saint-Omer | 5 - 19  | Porto           | 2 - 5  | 3 - 14  |
| Seregno         | 16 - 8  | Walsum          | 9 - 2  | 7 - 6   |
| Thunerstern     | 4 - 17  | Liceo La Coruña | 3 - 8  | 1 - 9   |

### Semifinali
| Squadra 1 | Totale | Squadra 2       | Andata | Ritorno |
| --------- | ------ | --------------- | ------ | ------- |
| Porto     | 6 - 10 | Liceo La Coruña | 4 - 5  | 2 - 5   |
| Seregno   | 8 - 6  | Barcelos        | 6 - 3  | 2 - 3   |

### Finale
| Squadra 1 | Totale | Squadra 2       | Andata | Ritorno |
| --------- | ------ | --------------- | ------ | ------- |
| Seregno   | 8 - 9  | Liceo La Coruña | 6 - 7  | 2 - 2   |

#### Andata
| Seregno 16 maggio 1992 | Seregno | 6 – 7 | Liceo La Coruña | PalaPorada |

#### Ritorno
| La Coruña 23 maggio 1992 | Liceo La Coruña | 2 – 2 | Seregno | Pazo dos Deportes de Riazor |